# ممثلو الولايات المتحدة (ملكة جمال العالم)

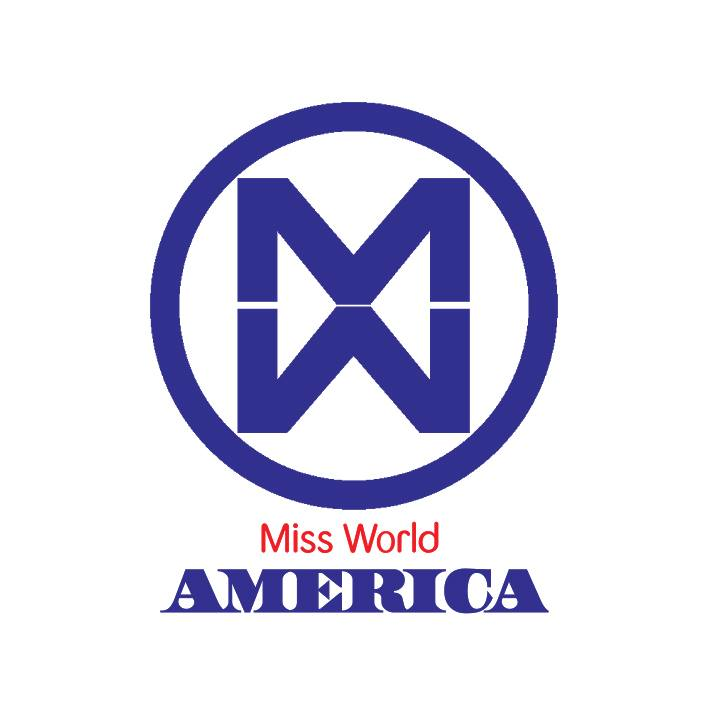

دائمًا ما تُرسل الولايات المتحدة مُمثلة لملكة جمال العالم منذ إنشائها عام 1951. وفازت الولايات المتحدة بلقب ملكة جمال العالم ثلاث مرات في أعوام 1973 و1990 و2010. وحاليًا تُعتبر ملكة جمال الولايات المتحدة هي البوابة الرسمية لاختيار المُتسابق من الولايات المتحدة إلى للمُشاركة في مسابقة ملكة جمال العالم. وتُعد ماريسا بيج بتلر من ولاية مين هي المُمثلة الحالية لهم عقب تتوجيها في 22 سبتمبر 2018 في ويست هوليوود بكاليفورنيا.